# Karen Uhlenbeck
Pour les articles homonymes, voir Uhlenbeck.
Karen Uhlenbeck, née Karen Keskulla  le 24 août 1942 à Cleveland, est une mathématicienne américaine, spécialiste des équations aux dérivées partielles.
En 2019, elle devient la première femme lauréate du prix Abel pour « ses avancées dans le domaine des équations aux dérivées partielles géométriques, la théorie de jauge et les systèmes intégrables, ainsi que pour l'impact fondamental de ses travaux sur l'analyse, la géométrie et la physique mathématique ».

## Biographie
Karen Uhlenbeck commence par étudier la physique à l'université du Michigan, puis se réoriente vers les mathématiques et obtient un BA en 1964. Elle poursuit ses études à l'Institut Courant de l'université de New York. En 1966, elle passe son M.A. à l'université Brandeis, où elle soutient en 1968 une thèse dirigée par Richard Palais. Elle passe un an au MIT en 1968, puis deux à l'université de Berkeley, et cinq à l'université de l'Illinois à Urbana-Champaign. Elle passe ensuite à l'université de Chicago, où elle obtient en 1983 un poste de professeur puis, en 1988, à l'université d'Austin, où elle occupe la chaire de mathématiques de la Fondation Sid W. Richardson (en). Elle fait partie, avec Dan Freed, des fondateurs de l'Institut de mathématiques de Park City, où l'Institute for Advanced Study organise des séminaires. 

## Activités de recherches
Karen Uhlenbeck a d'abord travaillé auprès de Palais sur le calcul des variations puis s'est fait connaître principalement par ses travaux sur les EDP non linéaires dans divers problèmes géométriques et physiques, sur lesquels elle a collaboré à l'université de Chicago avec Shing-Tung Yau. Elle s'est intéressé au phénomène d'apparition de « bulles » dans l'étude de la convergence des suites d'applications harmoniques et a introduit des techniques pour les contrôler. Elle a démontré l'existence de jauges de Coulomb pour les équations de Yang-Mills et a déduit, du fait que ces équations deviennent elliptiques pour une telle jauge, des propriétés analytiques de leurs solutions. En particulier, ses estimations sur les solutions (autoduales) instantons des équations de Yang-Mills ont constitué des travaux analytiques préalables importants pour la classification des structures différentiables sur les variétés de dimension 4 (en) par Donaldson, qui a reçu pour cela la médaille Fields. Elle a aussi travaillé sur les équations d'ondes non linéaires et sur les systèmes intégrables à une infinité de quantités conservées (solitons).

## Hommages et distinctions
Elle a reçu en 1983 un prix MacArthur, une consécration en 1988 comme conférencière Noether, une invitation comme oratrice au Congrès international des mathématiciens de 1990 à Kyoto (conférence plénière sur les applications de l'analyse non linéaire à la topologie), à celui de Varsovie en 1983 (conférence sur les problèmes variationnels pour les champs de jauge) et au colloque de l'American Mathematical Society de 1985, la National Medal of Science en 2000 et, en 2007, un « prix Steele pour une contribution majeure dans la recherche » et un doctorat honoris causa de l'université Harvard. Elle est élue à l'Académie américaine des arts et des sciences et, en 1986, elle est la première femme élue à l'Académie nationale des sciences. 
En 2019, elle est la première femme lauréate du prix Abel,,.

## Vie privée
Elle est mariée avec le biophysicien Olke Cornelis Uhlenbeck, fils de George Uhlenbeck.

## Sélection de publications
- (en) (avec Daniel S. Freed), Instantons and Four-Manifolds, Springer, coll. « Mathematical Sciences Research Institute publications » (no 1), 1984 (ISBN 0-387-96036-8)
- (en) « Removable Singularities in Yang Mills Fields », Comm. Math. Phys., vol. 83, no 1,‎ 1982, p. 11-29 (lire en ligne)
- (en) « Connections with Lp bounds on curvature », Comm. Math. Phys., vol. 83, no 1,‎ 1982, p. 31-42 (lire en ligne)
- (en) (avec Chuu-Lian Terng), « Geometry of Solitons », Notices Amer. Math. Soc., vol. 47, no 1,‎ 2000, p. 17-25 (lire en ligne)